# Jurovski Brod
Jurovski Brod – wieś w Chorwacji, w żupanii karlowackiej, w gminie Žakanje. W 2011 roku liczyła 182 mieszkańców.